# 罗旧镇
罗旧镇，是中华人民共和国湖南省怀化市芷江侗族自治县下辖的一个乡镇级行政单位。

## 行政区划
罗旧镇下辖以下地区：
罗旧社区、罗旧村、巴州村、庄上村、白石坡村、枞树坪村、跑田坪村、曹家坪村、浮莲塘村、火麻坪村、石马田村和竹溪村。